# Ocotea sericea
Quimulá, laurel dorado o yalte (Ocotea sericea) es una especie de árbol de la familia de las lauráceas, nativa de los Andes, que se encuentra en Colombia, Ecuador y Venezuela, entre los 1.400 y 3.200 m de altitud.

## Descripción
Alcanza 15 a 25 m de altura. Tronco de hasta 15 cm de diámetro; ramas angulares densamente pubescentes. Hojas simples, alternas, coriáceas, espiraladas, elípticas, de 6 a 8 cm de longitud por 2,5 a 3 cm de anchura, haz lustroso color verde, envés brillante seríceo o dorado. Inflorescencias terminales en panículas, de 5 a 10 cm de largo. Flores verdes. Frutos en baya, verdes cuando inmaduros, negruzcos al madurar, elípticos, de 2,2 cm por 1,3 cm; con una semilla.